# Bronisław Krzysztof
Bronisław Krzysztof (ur. 21 czerwca 1956 w Mszanie Górnej) – polski rzeźbiarz, pedagog.
W latach 1971–1976 uczęszczał do Państwowego Liceum Sztuk Plastycznych im. A. Kenara w Zakopanem.
Studiował na Wydziale Rzeźby w Akademii Sztuk Pięknych w Warszawie. Dyplom z wyróżnieniem w pracowni prof. Jerzego Jarnuszkiewicza w 1981 r. W tym samym roku został nauczycielem rzeźby w Państwowym Liceum Sztuk Plastycznych im. A. Kenara w Zakopanem.
Jako student otrzymał wyróżnienie w pracowni Jerzego Jarnuszkiewicza oraz wyróżnienie Wydziału Rzeźby. Tablica projektu artysty, poświęcona rocznicy powstania Akademii Sztuk Pięknych w Warszawie, została umieszczona na murach uczelni. W pracowni prof. Stanisława Słoniny został zrealizowany, według projektu artysty, pomnik Ludowego Wojska Polskiego. Artysta wykonał też rzeźbę plenerową dla kościoła pod wezwaniem św. Krzysztofa w Podkowie Leśnej oraz figurę przedstawiającą św. Benona - patrona Warszawy, do kościoła O.O. Redemptorystów w Warszawie. Uczestniczył w realizacji tablicy upamiętniającej pierwszą pielgrzymkę Papieża Jana Pawła II do Polski, umieszczonej na fasadzie katedry św. Jana w Warszawie.

## Wystawy (do 2003 r.)
- 1982 Rzeźba, Galeria Sztuki ZPAP, Bielsko-Biała
- 1987 Rzeźba, Biuro Wystaw Artystycznych w Bielsku-Białej, Bielsko-Biała
- 1987 Rzeźba, Biuro Wystaw Artystycznych w Częstochowie, Częstochowa
- 1987 Rzeźba, Galeria Inny Świat, Kraków
- 1987 Rzeźba, Galeria DAP, Warszawa
- 1988 Rzeźba, Galeria Zamkowa, Lubin
- 1988 Rzeźba, Biuro Wystaw Artystycznych, Legnica
- 1989 Rzeźba, Galeria Rząsy, Zakopane
- 1990 Rzeźba, Gołogórski & Rostworowski Gallery, Kraków
- 1990 Rzeźba, Galeria Rzeźby SBWA, Warszawa
- 1991 Rzeźba, Gołogórski & Rostworowski Gallery, Kraków
- 1993 Rzeźba, Dominik Rostworowski Gallery, Kraków
- 1994 Sculpture, Polish Cultural Institute, Londyn (Anglia)
- 1994 Sculptures, Galerie d'Orsay, Paryż, (Francja)
- 1995 Rzeźby i medale, Galeria Bielska Biuro Wystaw Artystycznych, Bielsko-Biała
- 1995 rzeźby i medale, Muzeum Sztuki Medalierskiej we Wrocławiu, Wrocław
- 1996 Rzeźba, Centrum Sztuki i Techniki Japońskiej Manggha Muzeum Narodowe w Krakowie, Kraków
- 2000 Rzeźba - Rysunek, Galeria Sztuki Regionalnej, Limanowa
- 2000 Rzeźba Medal Rysunek, Muzeum Narodowe w Krakowie, Sala Arsenału Muzeum Czartoryskich w Krakowie, Kraków
- 2000 Skulptur Medaille Zeichnung - Oberlandesgerichts Köln, Kolonia (Niemcy)
- 2000 Rzeźba Medal Rysunek, Galeria Rzeźby, Warszawa
- 2000 Rzeźba, Zamek, Niepołomice
- 2001 Bronisław Krzysztof, Espace Sisley, Paryż (Francja)
- 2001 Sculptures et Dessins, Institut Polonais, Paryż (Francja)
- 2001 Sculpturen und Zeichnungen, Galerie Osta, Jülich (Niemcy)
- 2001 Rzeźba Rysunek, Książnica Beskidzka, Bielsko-Biała
- 2003 Dotyk Światła, Rzeźba - Medal - Rysunek, Polski Dom Aukcyjny „Sztuka”, Warszawa
- 2003 Dotyk Światła, Rzeźba - Medal - Rysunek, Polski Dom Aukcyjny „Sztuka”, Kraków

## Nagrody i wyróżnienia
- 1983 I miejsce w konkursie na projekt pomnika dla Bielska-Białej
- 1985 Złoty medal - VII Biennale Internazionale Dantesca, Rawenna, (Włochy)
- 1986 Nagroda Wojewódzka - województwo bielskie
- 1986 Nagroda Muzeum Okręgowego w Bielsku-Białej
- 1987 II nagroda w konkursie „Dzieło Roku” ZAPSU, Bielsko-Biała
- 1988 Srebrna plakieta - nagroda zbiorowa - VIII Biennale Internazionale Dantesca, Ravenna (Włochy)
- 1988 Dyplom Honorowy Ministra Kultury i Sztuki
- 1989 Wyróżnienie za rzeźbę z cyklu „Gest”, wystawa „Primum non Nocere”, Kraków
- 1989 Nagroda Beskidzkiego Towarzystwa Społeczno Kulturalnego - Bielsko-Biała
- 1994 „Ikar” - nagroda Prezydenta Miasta Bielsko-Biała za szczególne osiągnięcie w 1994 roku
- 1997 Wyróżnienie na wystawie artystów ZPAP, Bielsko-Biała
- 1998 Odznaka honorowa „Za zasługi dla Województwa Bielskiego"
- 2016 Srebrny Medal „Zasłużony Kulturze Gloria Artis”[1]

## Prace w zbiorach
- Muzeum Narodowe w Krakowie
- Muzeum Śląskie w Katowicach
- Muzeum Sztuki Medalierskiej we Wrocławiu
- Muzeum Okręgowe w Bielsku-Białej
- Muzeum w Chorzowie
- Muzeum Miedzi w Legnicy
- Muzeum im. Juliana Fałata w Bystrej Śląskiej
- Bielskie Centrum Kultury w Bielsku-Białej
- Biuro Wystaw Artystycznych w Częstochowie
- Zbiory Muzeum Watykańskiego w Rzymie